# خط کارمان

لایه‌های اتمسفر (مقیاس رعایت نشده)

خط کارمان (به مجاری: خط Kármán) خطی فرضی در آسمان در ارتفاع ۱۰۰ کیلومتری (۶۲ مایل) از سطح دریاهای آزاد زمین‌است.
این خط؛ از دیدگاه هوانوردی، نشان دهندهٔ مرز میان اتمسفر زمین و فضای بیرونی آن‌است. این تعریف توسط فدراسیون بین‌المللی هوانوردی (FAI) پذیرفته شده، و این فدراسیون عهده‌دار تنظیم استانداردها و نگاهداری و ثبت رکوردهای بین‌المللی برای مکانیک پرواز و امور هوانوردی است.
این خط برای قدردانی از تئودوره فون کارمان (۱۹۶۳–۱۸۸۱) مهندس و فیزیک‌دان مجارستانی ـ آمریکایی که قبل از هر چیز یک هوانورد و فضانورد فعال نیز بود «خط کارمان» نامیده می‌شود. او برای نخستین بار از راه محاسبه به این نتیجه رسیده بود که در حدود چنین ارتفاعی جو زمین برای حمایت از پرواز و هوانوردی، بیش از حد نازک می‌شود. یک وسیلهٔ نقلیهٔ هوایی در این ارتفاع ناچار است که سریعتر از سرعت مداری پرواز کند تا بتواند به اندازهٔ کافی نیروی برا یا (برداشت آیرودینامیکی) و (صرف نظر از نیروی گریز از مرکز) برای نگهداری خود تولید کند. افزایش ناگهانی دما و تعامل با تابش پرتوهای خورشیدی درست در زیر این خط قرار دارد که خود خط را در درون ترموسفر قرار می‌دهد.

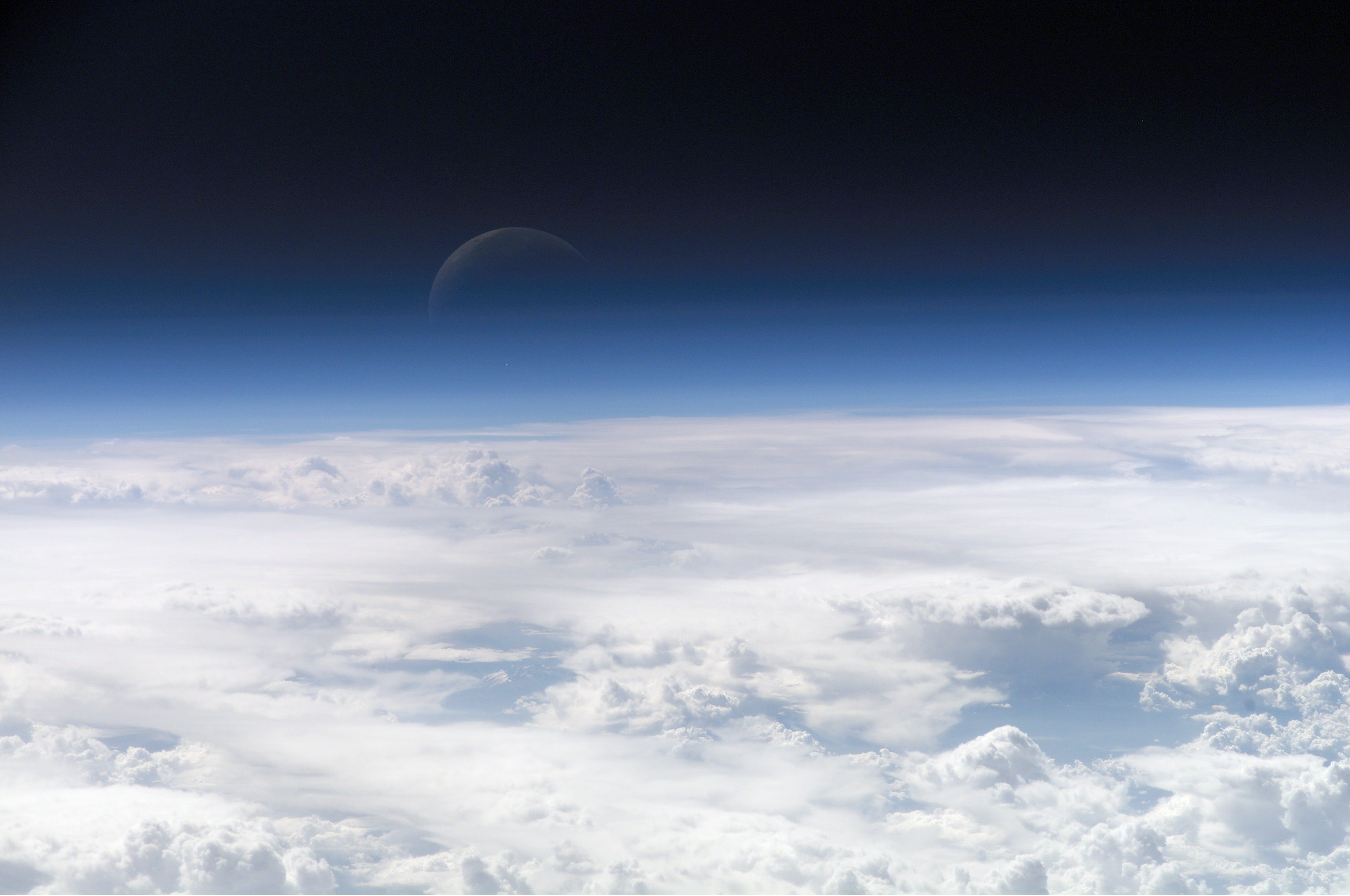
اتمسفر آبی رنگ زمین